# Ника Гилаури
Ника Гилаури (на грузински: ნიკა გილაური) е грузински политик, министър-председател от 2009 година.

## Биография
Ника Гилаури е роден на 14 февруари 1975 година в Тбилиси. Получава бакалавърска степен по международни икономически отношения в Тбилиския държавен университет, учи известно време в Лимерикския университет в Лимерик, Ейре, след което получава магистърска степен по международно бизнес управление в Университета Темпъл във Филаделфия, Съединените щати. През следващите няколко години работи в частния сектор.
В началото на 2004 година, след Революцията на розите, Гилаури е назначен за министър на енергетиката. От 30 август 2007 година е министър на финансите, а от следващата година е и първи вицепремиер. Макар да не е член на управляващото Единно национално движение, той става министър-председател на 6 февруари 2009 година.